# Follies
Follies est une comédie musicale dramatique américaine, créée à Broadway en 1971.

## Argument
Dans un théâtre vétuste de Broadway voué à la démolition, se retrouve une partie de l'ancienne troupe y ayant joué dans l'entre-deux guerres la revue Weismann's Follies. Parmi les showgirls de l'époque, figurent Phyllis Rogers (accompagnée de son époux Benjamin Stone) et Sally Durant (accompagnée de son époux Buddy Plummer). Certains des numéros de la revue sont exécutés par leurs interprètes vieillissants, parfois accompagnés de leurs doubles (fantômes) jeunes...

## Fiche technique
- Titre original : Follies
- Livret : James Goldman
- Lyrics et musique : Stephen Sondheim
- Orchestrations : Jonathan Tunick
- Mise en scène : Harold Prince et Michael Bennett
- Chorégraphie : Michael Bennett et Bob Avian (associé)
- Direction musicale : Harold Hastings
- Décors : Boris Aronson
- Costumes : Florence Klotz
- Lumières : Tharon Musser
- Producteurs : Harold Prince et Ruth Mitchell (associée)
- Nombre de représentations : 522
- Date de la première : 4 avril 1971
- Date de la dernière : 1er juillet 1972
- Lieu (à Broadway) : Winter Garden Theatre

## Distribution originale
| Rôles principaux - Alexis Smith : Phyllis Rogers Stone - John McMartin : Benjamin « Ben » Stone - Dorothy Collins : Sally Durant Plummer - Gene Nelson : Buddy Plummer - Yvonne De Carlo : Carlotta Campion Reste de la distribution - Michael Bartlett : Roscoe - Helon Blount : Dee Dee West - Ethel Barrymore Colt : Christine Crane - Graciela Daniele : La jeune Vanessa - Fifi D'Orsay : Solange LaFitte - Harvey Evans : Le jeune Buddy - Victor Griffin : Vincent - John Grigas : Le chauffeur - Mary Jane Houdina : La jeune Hattie - Justine Johnston : Heidi Schiller | - Fred Kelly : Willy Wheeler - Dick Latessa : Le majordome - Sonja Levkova : Sandra Donovan - Victoria Mallory : La jeune Heidi - John J. Martin : Max Deems - Mary McCarty : Stella Deems - Michael Misita : Le jeune Vincent - Arnold Moss : Dimitri Weismann - Ralph Nelson : Kevin - Kurt Peterson : Le jeune Benjamin - Marti Rolph : La jeune Sally - Virginia Sandifur : La jeune Phyllis - Ethel Shutta : Hattie Walker - Sheila Smith : Meredith Lane - Marcie Stringer : Emily Whitman - Jayne Turner : Vanessa - Peter Walker : Chet Richards - Charles Welch : Theodore Whitman |

## Numéros musicaux
Acte unique
- Beautiful Girls (Roscoe, ensemble)
- Don't Look at Me (Benjamin et Sally)
- Waiting for the Girls Upstairs (Buddy, Benjamin, Phyllis, Sally et leurs doubles jeunes)
- Rain on the Roof (Emily et Theodore)
- Ah, Paris! (Solange)
- Broadway Baby (Hattie)
- The Road You Didn't Take (Benjamin)
- Bolero d'Amour (Vincent et Vanessa)
- In Buddy's Eyes (Sally)
- Who's That Woman? (Stella, ensemble)
- I'm Still Here (Carlotta)
- Too Many Mornings (Benjamin et Sally)
- The Right Girl (Buddy)
- One More Kiss (Heidi et son double jeune)
- Could I Leave You? (Phyllis)
- Loveland (ensemble)
- You're Gonna Love Tomorrow (les jeunes Phyllis et Benjamin)
- Love Will See Us Through (les jeunes Sally et Buddy)
- The God-Why-Don't-You-Love-Me Blues (Buddy)
- Losing My Mind (Sally)
- The Story of Lucy and Jessie (Phyllis)
- Live, Laugh, Love (Benjamin)

## Reprises (sélection)
- 1987-1989 : Première à Londres, Shaftesbury Theatre, 644 représentations, production de Cameron Mackintosh, avec Diana Rigg (Phyllis), Daniel Massey (Benjamin), Julia McKenzie (Sally), Dolores Gray (Carlotta) ;
- 2001 : Broadway, Belasco Theatre, 117 représentations, mise en scène de Matthew Warchus, avec Blythe Danner (Phyllis), Gregory Harrison (Benjamin), Treat Williams (Buddy), Polly Bergen (Carlotta), Marge Champion (Emily), Betty Garrett (Hattie) ;
- 2011-2012 : Broadway, Marquis Theatre, 152 représentations, avec Bernadette Peters (Sally), Elaine Page (Carlotta) ;
- 2013 (mars) : Première française (en anglais), Opéra de Toulon, avec Jérôme Pradon (Buddy), Nicole Croisille (Carlotta) (disponible en DVD).

## Distinctions (production originale)

### Nominations
- 1972 : Quatre Tony Awards :
  - de la meilleure comédie musicale, pour le producteur Harold Prince ;
  - du meilleur livret de comédie musicale, pour James Goldman ;
  - de la meilleure actrice dans une comédie musicale, pour Dorothy Collins ;
  - et du meilleur acteur dans un second rôle dans une comédie musicale, pour Gene Nelson.

### Récompenses
- 1971 : Sept Drama Desk Awards :
  - de la meilleure actrice, pour Alexis Smith ;
  - de la meilleure mise en scène, pour Harold Prince et Michael Bennett (récompense partagée) ;
  - de la meilleure chorégraphie, pour Michael Bennett ;
  - de la meilleure musique, pour Stephen Sondheim ;
  - des meilleurs lyrics, pour Stephen Sondheim ;
  - des meilleurs décors, pour Boris Aronson ;
  - et des meilleurs costumes, pour Florence Klotz.
- 1972 : Huit Tony Awards :
  - de la meilleure partition originale (musique et lyrics), pour Stephen Sondheim ;
  - de la meilleure actrice dans une comédie musicale, pour Alexis Smith ;
  - de la meilleure mise en scène d'une comédie musicale, pour Harold Prince et Michael Bennett (deux récompenses) ;
  - de la meilleure chorégraphie, pour Michael Bennett ;
  - des meilleurs décors, pour Boris Aronson ;
  - des meilleurs costumes, pour Florence Klotz ;
  - et des meilleures lumières, pour Tharon Musser.